# 日本中国学会
日本中国学会（日本中國學會、にっぽんちゅうごくがっかい）は、日本の学術団体。日本における中国学（特に中国哲学・中国文学・中国語学）の全国的な学会として、1949年に設立された。

## 組織
学会代表は理事長。会名は正式には旧字体。2019年10月時点の会員数は1598名。入会には会員1名の紹介が必要。

## 活動内容・学会誌
大会を年1回開催している。設立初期から「哲学」部会、「文学・語学」部会といった形で分野別に研究発表等を行っている。2013年から「日本漢文」部会、2022年から「史学」部会が常設されるようになった。「哲学」部会は1981年まで「経学・思想」部会だった。分野別でなく時代別だった年もある。
「日本中国学会賞」を年1回会員に授与している。賞金は会員からの遺贈寄付等を基金としている。
学会誌として『日本中国学会報』を年1回、会員向け会報として『日本中国学会便り』（2001年までは『日本中国学会会報』）を年2回刊行している。前者は論文とともに「学界展望」を収録している。

## 沿革
1949年10月設立。設立の中心人物は、同年1月に日本学術会議第1期会員となった倉石武四郎であり、加藤常賢らが世話人となった。設立時の会員は246人であり、湯島聖堂構内に事務所が置かれた。会名を「日本中国学会」と「日本支那学会」のどちらにするかで議論が起こったが、多数決で前者に決まった。
もともとは、当該分野における文部省科研費の配分審査を担うため設立された団体だった。そのため、1990年代に審査が文部省（文科省）・日本学術振興会が直接選んだ委員による審査に移行するまでは、日本中国学会が文部省から委託を受けて審査を行っていた。そのような事情もあり、1990年代頃までは、日本の当該分野の研究者はほぼ全員が会員であった。
1998年に創立50年を迎え、『日本中国学会五十年史』と『日本中国学会創立五十年記念論文集』を刊行した。
1960年代末（大学紛争・文革期）や2006年には、「日本の中国学の衰退」が学会規模で取り上げられた。

## 歴代理事長
- 1949年～　加藤常賢（東京大学）
- 1959年～　吉川幸次郎（京都大学）
- 1963年～　内野熊一郎（東京教育大学）
- 1965年～　福井康順（早稲田大学・大正大学）
- 1967年～　宇野精一（東京大学）
- 1969年～　小川環樹（京都大学）
- 1971年～　目加田誠（早稲田大学）
- 1974年～　赤塚忠（東京大学）
- 1977年～　木村英一（大阪大学）
- 1979年～　池田末利（広島大学）
- 1981年～　金谷治（東北大学）
- 1983年～　山井湧（東京大学）
- 1987年～　伊藤漱平（東京大学）
- 1989年～　楠山春樹（早稲田大学）
- 1991年～　戸川芳郎（東京大学）
- 1993年～　伊藤漱平
- 1995年～　石川忠久（二松学舎大学）
- 1997年～　戸川芳郎
- 1999年～　福井文雅（早稲田大学）
- 2001年～　興膳宏（京都大学）
- 2005年～　丸尾常喜（東京大学東洋文化研究所）
- 2007年～　池田知久（東京大学）
- 2011年～　川合康三（京都大学）
- 2016年～　土田健次郎（早稲田大学）
- 2018年～　金文京（京都大学）
- 2020年～　大木康（東京大学）
- 2025年～　小島毅（東京大学）